# Università tecnologica federale di Paraná
L'Università tecnologica federale di Paraná (Universidade Tecnológica Federal do Paraná, UTFPR) è un ente di istruzione superiore brasiliana a livello federale, con sede a Curitiba in Paraná.

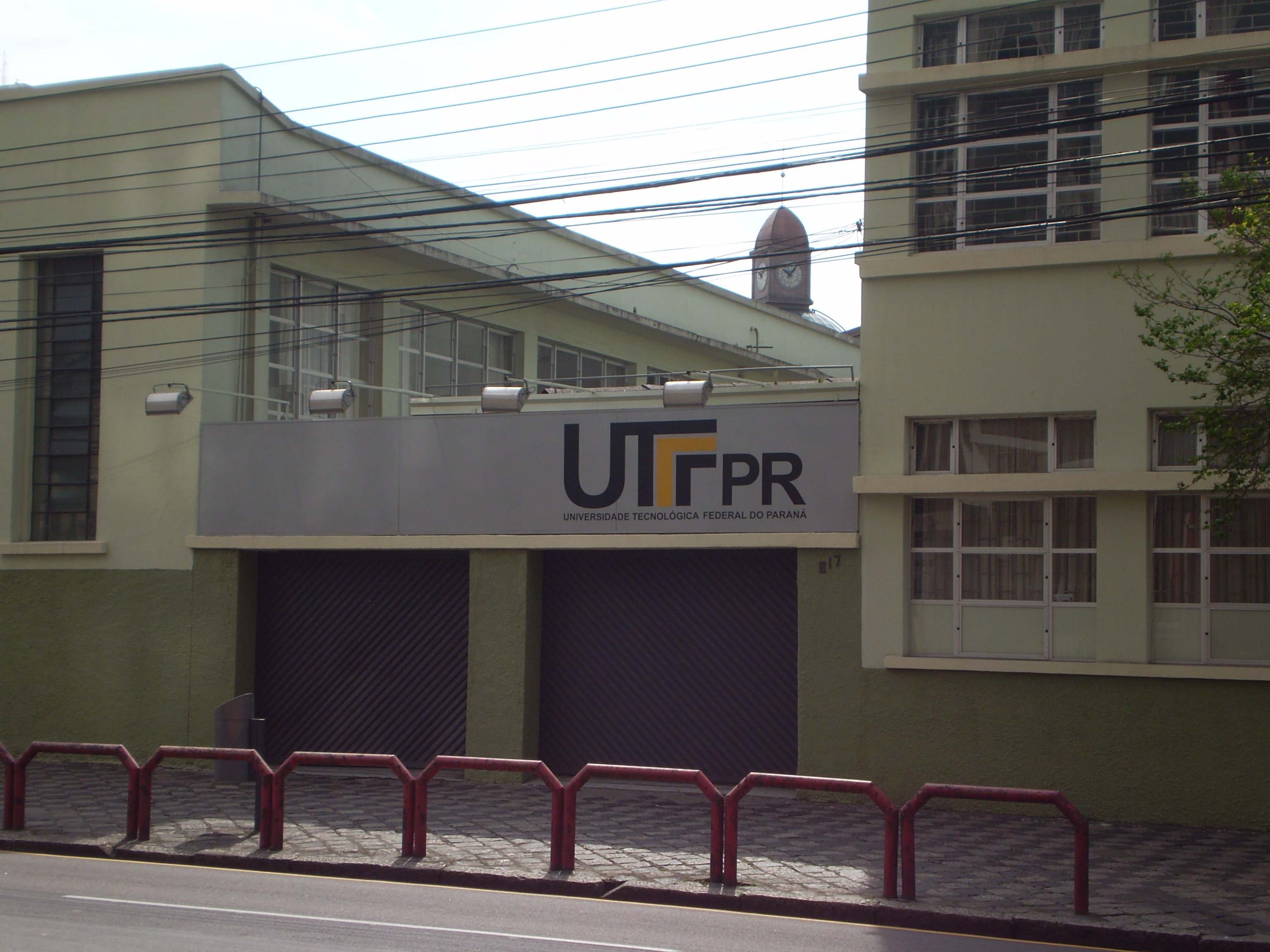
Sede universitaria di Curitiba.

È la più grande università nello stato di Paraná.